# Heteromurus
Genre
Synonymes
- Ptenura Templeton, 1844
- Templetonia Lubbock, 1862
- Typhlopodura Absolon, 1900
- Euheteromurus Börner, 1901
- Heteromurodes Absolon, 1901
- Propemesira Salmon, 1942

Heteromurus est un genre de collemboles de la famille des Orchesellidae.

## Liste des espèces
Selon Checklist of the Collembola of the World (version du 23 août 2019) :
- Heteromurus brevicornis Bonet, 1934
- Heteromurus caophongensis Nguyen, 1995
- Heteromurus dallaii Nosek & Paoletti, 1981
- Heteromurus dogieli (Philiptschenko, 1926)
- Heteromurus fuscatus (Koch & Berendt, 1854)
- Heteromurus gigans Mari Mutt & Stomp, 1980
- Heteromurus major (Moniez, 1889)
- Heteromurus nitidus (Templeton, 1836)
- Heteromurus noseki Mari Mutt & Stomp, 1980
- Heteromurus peyerimhoffi Denis, 1937
- Heteromurus pulcher (Koch & Berendt, 1854)
- Heteromurus sexoculatus Brown, 1926
- Heteromurus sinensis Liu & Li, 1999
- Heteromurus uzicensis (Lucic & Curcic, 2002)
- Heteromurus variabilis Martynova, 1974

## Publication originale
- Wankel, 1860  :  Beiträge zur Fauna der Mährischen Höhlen. Lotos, Zeitschrift für Naturwissenschaften, vol. 10, p. 201-206 (texte intégral).